# Cella frigorifera
La cella frigorifera è un locale di conservazione degli alimenti, ove viene mantenuta una temperatura inferiore a quella ambientale.

## Tipologia

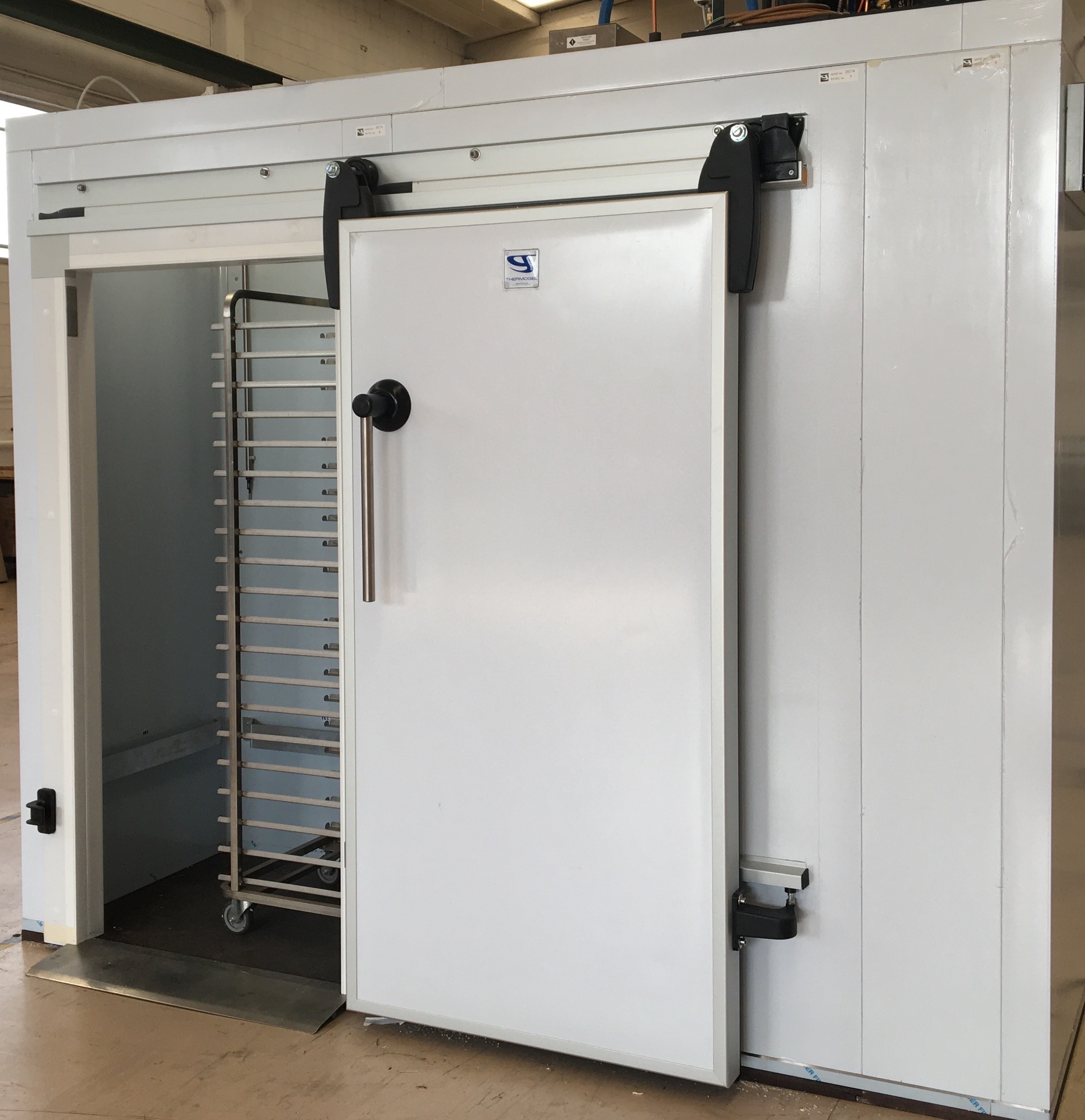
Cella frigorifera

La temperatura mantenuta nelle celle frigorifere non necessariamente è sotto zero, e può variare dai 18 °C per la maturazione delle banane, essere a 5 gradi per i locali dove si producono alimenti che successivamente vengono surgelati ed arrivare fino a -28 °C per alimenti tipo pesce, verdure e gelati.
Si distinguono vari tipi di celle, tra le quali:
- Cella frigorifera per la conservazione, dove vengono introdotti prodotti già pre-refrigerati e la temperatura è costante ed in genere superiore agli 0°.
- Cella per prodotti congelati, la cui temperatura è inferiore agli 0° e dove vengono introdotti prodotti già congelati.
- Cella di prerefrigerazione, dove si raffreddano rapidamente i prodotti da destinare poi alla conservazione nelle celle di cui sopra.
- Cella frigorifera trasportabile, fabbricata in stabilimenti specializzati in uno o più pezzi.
- Cella frigorifera ad atmosfera controllata, nella quale la conservazione dei prodotti è affidata oltre che alla bassa temperatura anche, appunto, all'atmosfera controllata presente all'interno della cella.

Si definisce invece "magazzino frigorifero" un complesso di celle frigorifere o una singola cella di dimensioni tali da occupare un intero fabbricato, con i servizi annessi.